# Лу Мяої
Лу Мяої (кит.: 鹿妙夷; 1 лютого 2010) — китайська шахістка, міжнародний майстер (2024), гросмейстер (2023) серед жінок. Чинна чемпіонка Китаю із шахів серед жінок.
Її рейтинг станом на березень 2025 року — 2435 (28-ме — у світі, 6-те серед китайських шахісток, 2-ге — у світі серед дівчат до 20 років).

## Біографія
Лу народилася в шаховій сім'ї, її мати Сюй Юаньюань — жіночий гросмейстер, чемпіонка світу серед юніорок 2000 року, чемпіонка Китаю серед жінок 2003 року. Її дідусь Сюй Тао — шахіст-аматор, який у дитинстві виграв юніорський чемпіонат Пекіна з шахів. Лу вперше познайомилася з шахами у віці трьох років у шаховому клубі своєї матері, а у віці п'яти років зіграла свій перший турнір з рейтингом ФІДЕ. Мати почала офіційно її тренувати у віці семи років.
У 2020 році Лу Мяої посіла дев'яте місце на турнірі Liberec Open (Чехія), а також з результатом 6½ очок з 9 можливих (+4-0=5) виграла 52-й Белградський міжнародний жіночий гросмейстерський шаховий турнір, перемігши протягом турніру двох гросмейстерок серед жінок Ніно Майсурадзе та Ірину Челушкіну. Цими досягненнями Лу привернула до себе увагу ЗМІ досягнувши рейтингу 2200 у віці 10 років.
Протягом 2022—2023 років Лу виконала усі три норми жіночого гросмейстера та наприкінці 2023 року отримала звання гросмейстера серед жінок.
У 2024 року стала міжнародним майстром, заробивши необхідні три норми менш ніж за два перші місяці року на турнірах Vandœuvre Open, Sevilla Open та Kragerø Resort International. За підсумками виступу на турнірі «Рейк'явік опен» Лу вперше досягла рейтингу 2400 та увійшла до топ-50 світового рейтингу серед жінок.
У травні 2024 року Лу стала чемпіонкою Китаю серед жінок, повторивши успіх своєї матері 2003 року.
У вересні 2024 року Лу Мяої дебютувала у складі збірної Китаю на жіночій шаховій олімпіаді посівши 7-ме командне місце, а також 3-тє місце на резервній шахівниці з результатом 7½ з 9 очок (+7-1=1).
У березні 2025 року з результатом 8 очок з 11 можливих (+7-2=2) посіла третє місце на чемпіонаті світу серед юніорок (до 20 років), що проходив у Петроваць на Мору (Чорногорія).